# Reute (Maierhöfen)
Reute (westallgäuerisch: Reitə) ist ein Gemeindeteil der Gemeinde Maierhöfen im bayerisch-schwäbischen Landkreis Lindau (Bodensee).

## Geographie
Der Weiler liegt circa ein Kilometer westlich des Hauptorts Maierhöfen und zählt zur Region Westallgäu.

## Ortsname
Der Ortsname Reute deutet auf eine Rodesiedlung hin. Vom mittelhochdeutschen Wort riuti für Land, das durch roden urbar gemacht wurde.

## Geschichte
Südlich des heutigen Orts führte einst die Römerstraße Kempten–Bregenz. Reute wurde erstmals um das Jahr 1290 als In der Ruti urkundlich erwähnt. Der Ort gehörte einst zum Gericht Grünenbach in der Herrschaft Bregenz.

## Baudenkmäler
Siehe: Liste der Baudenkmäler in Reute